# 佐野渓
佐野 渓（さの けい、1992年4月3日 - ）は、愛知県一宮市出身のサッカー選手。ポジションはFW。

## クラブ歴
愛知工業大学名電高等学校から愛知学院大学へと進学した。大学では1年次からレギュラーであったが、3年次にレギュラーを奪われたため、卒業後は宝飾品販売会社に就職した。しかし最終的にはサッカーへの想いを断ち切れずに周囲の反対を押し切って退社、2020年にマルタへと渡った。
2021年2月にマルタ・チャレンジリーグ所属のセント・アンドリューズFCと契約を交わした。同月7日の試合で途中出場し、28歳11カ月で選手初出場を記録した。同月21日には選手初得点も記録した。
2022年7月31日にマルタ・プレミアリーグのセイレーンズFCに移籍した。8月19日の試合でスターティングメンバーとなり、1部初出場を記録した。11月5日には1部初得点を記録した。
2023年4月28日にリーガ1のPSSスレマンに完全移籍した。同年7月1日にスターティングメンバーとして移籍後初出場を記録、31歳でアジアリーグ初出場となった。同年11月にリーガ2のサダ・スムッFCに期限付き移籍した。
2024年7月にタイ・リーグ2のカーンチャナブリー・パワーFCに完全移籍した。

## 代表歴
高校時代には高校日本代表に選抜された経歴がある。

## 家族
双子の兄の佐野岳は俳優で、仮面ライダー鎧武/ガイムの主演を務めた事で知られている。